# 米納勒爾縣 (西維吉尼亞州)
米納勒爾縣（英語：Mineral County）是美国西維吉尼亞州東北部的一個縣，西、北鄰马里兰州，面積852平方公里。根據2020年美國人口普查，共有人口26,938人。縣治基瑟（Keyser）。該顯成立於1866年2月1日，縣名來自周圍豐富的礦藏（包括煤、天然气和已經採盡的铁）。